# Kevin O'Neill (rugby à XV)
Pour les articles homonymes, voir Kevin O'Neill.
Pas d'image ? Cliquez ici

a Compétitions nationales et continentales officielles uniquement.

b Matchs officiels uniquement.
Dernière mise à jour le 28 juillet 2018.
Kevin John O'Neill, né le 24 février 1982 à Te Aroha, est un joueur de rugby à XV néo-zélandais qui évolue au poste de deuxième ligne. Il joue dans le Super 15 avec la franchise des Chiefs et en équipe nationale avec les All Blacks. Il est surnommé Giant par ses coéquipiers.

## Carrière
O'Neill a été éduqué au Sacred Heart College où le sport est à l'honneur. Il débute en 2003 avec Canterbury contre l'équipe des Fidji de rugby à XV. En 2005, il fait ses débuts en Super 12 et il dispute huit matchs lors de sa première saison avec les Crusaders puis deux seulement la saison suivante. Il rejoint ensuite les rangs des Chiefs. Il obtient sa première et unique sélection avec les All Blacks le 12 juillet 2008 lorsqu'il rentre en cours de jeu pour remplacer Ali Williams lors d'un match contre les Sud-Africains comptant pour le Tri-nations 2008. En 2011, il quitte les Chiefs et s'engage avec les Melbourne Rebels, la nouvelle franchise australienne qui vient d'intégrer le Super Rugby.

## Palmarès

### En club/franchise
- Vainqueur du Super 12 en 2005
- Vainqueur du Super 14 en 2006
- Finaliste du Super 14 en 2009

### En équipe nationale
- Vainqueur du Tri-nations en 2008

## Statistiques

### En équipe nationale
Au 24 septembre 2024, Kevin O'Neill compte une capes avec les All Blacks. Il participe à une édition de Tri-nations en 2008.
| Année | Compétition | Matchs | Points | Essais |
| ----- | ----------- | ------ | ------ | ------ |
| 2008  | Tri-nations | 1      | 0      | 0      |
| Total | Total       | 1      | 0      | 0      |